# Абу-Снан
Абу-Снан (івр. אבו סנאן,араб. أبو سنان) — місцева рада в Північному окрузі Ізраїлю. Її площа становить 6 718 дунамів. За легендою, заснована шейхом Баазом в XIII-му столітті.

## Населення
Щорічний приріст населення — 1,6 %.
Середня зарплата на 2007 рік — 4 370 шекелів.
1. ↑  https://www.wikidata.org/wiki/Q2572624
2. ↑  Census of Israel — Центральне статистичне бюро Ізраїлю.